# Obersüßbach
Obersüßbach est une commune de Bavière (Allemagne), située dans l'arrondissement de Landshut, dans le district de Basse-Bavière.

## Démographie
| Année | Population |
| ----- | ---------- |
| 1960  | 1014       |
| 1970  | 0983       |
| 1980  | 0974       |
| 1990  | 1236       |
| 1995  | 1404       |
| 2000  | 1550       |
| 2005  | 1701       |

| Année | Population |
| ----- | ---------- |
| 2006  | 1714       |
| 2007  | 1725       |
| 2008  | 1729       |
| 2009  | 1751       |
| 2010  | 1727       |
| 2011  | 1708       |
| 2012  | 1715       |

| Année | Population |
| ----- | ---------- |
| 2013  | 1710       |
| 2014  | 1717       |
| 2015  | 1734       |

| Âge             | Population par âge |
| --------------- | ------------------ |
| moins de 18 ans | 21,8 %             |
| 18 à 29         | 14,2 %             |
| 30 à 49         | 31,0 %             |
| 50 à 64         | 19,4 %             |
| plus de 65 ans  | 13,6 %             |

## Personnalités liées à Obersüßbach
- Georg Kaspar Nagler (1801-1866), historien de l'art né à Obersüßbach

## Source de la traduction
- (de) Cet article est partiellement ou en totalité issu de l’article de Wikipédia en allemand intitulé « Obersüßbach » (voir la liste des auteurs).